# 杨木答兀
杨木答兀（?—?），又作杨木答户、木答忽，明朝初年女真族首领。
开始受明朝册封为开原（《朝鲜王朝实录》作开阳）三万卫，担任千户之职。以骁勇称。明成祖永乐二十年（1422年），因明朝守官虐害，杨木答兀谋叛，剽掠边关，掠夺千余口百姓至朝鲜王朝阿木河近地东良北。永乐二十一年（1423年）复至图们江外。明廷先后遣使招抚，被他拒绝。永乐二十二年（1424年）向明朝请罪谢恩，但是不敢入朝。明仁宗洪熙元年（1425年）拒绝明仁宗招抚。明宣宗宣德八年（1433年），纠合七姓女真人围攻明军，建州女真首领猛哥帖木儿父子助明。杨木答兀于是集合七姓女真八百余人，杀死猛哥帖木儿父子。宣德九年（1434年），明朝遣使让他归还所掠人口、财物，没有成功。后来人口流散，势力衰落。